# Občina Oplotnica
Občina Oplotnica je jednou z 212 občin ve Slovinsku. Nachází se v Podrávském regionu na území historického Dolního Štýrska. Občinu tvoří 21 sídel, její rozloha je 33,2 km² a k 1. lednu 2017 zde žilo 4 099 obyvatel. Správním střediskem občiny je vesnice Oplotnica.

## Geografie
Občina se rozkládá zhruba 24 km jihozápadně od Mariboru. Střední a jižní část území se rozkládá v širokých údolích při říčce Oplotnica a několika dalších potoků. Nadmořská výška se pohybuje od 295 m v jižní části až do 937 m v členité severní části občiny.

## Členění občiny
Občina se dělí na sídla: Božje, Brezje pri Oplotnici, Dobriška vas, Dobrova pri Prihovi, Čadram, Gorica pri Oplotnici, Koritno, Kovaški Vrh, Lačna Gora, Malahorna, Markečica, Okoška Gora, Oplotnica, Pobrež, Prihova, Raskovec, Straža pri Oplotnici, Ugovec, Zgornje Grušovje, Zlogona Gora, Zlogona vas.

## Sousední občiny
Sousedními občinami jsou: Slovenska Bistrica na severu a východě, Slovenske Konjice na jihu a Zreče na západě.